# Warcraft: Orcs & Humans
Warcraft: Orcs & Humans là một trò chơi chiến lược thời gian thực (RTS) được phát triển và phát hành bởi Blizzard Entertainment, và được Interplay Productions phát hành ở Châu Âu. Phiên bản đầu tiên, dành cho MS-DOS, được phát hành tại Bắc Mỹ vào ngày 23 tháng 11 năm 1994 và phiên bản Classic Mac OS tiếp theo vào đầu năm 1996. Phiên bản MS-DOS được phát hành lại bởi Sold-Out Software năm 2002.
Mặc dù Warcraft: Orcs & Humans không phải là tựa game RTS đầu tiên cung cấp các trò chơi nhiều người chơi, trò chơi này của Blizzard đã thuyết phục số đông người chơi rằng khả năng multiplayer (nhiều người chơi) là điều cần thiết cho các trò chơi RTS trong tương lai. Trò chơi đã giới thiệu những đổi mới trong thiết kế nhiệm vụ và các yếu tố gameplay, và được các nhà phát triển RTS khác áp dụng.
Điểm nhấn chính của Blizzard trong các trò chơi Warcraft là: quản lý khéo léo các lực lượng tương đối nhỏ, và phát triển tính cách và cốt truyện trong và giữa các trò chơi trong cùng một vũ trụ hư cấu. Doanh số của trò chơi này khá cao, các nhà phê bình hầu hết đều rất ấn tượng và trò chơi đã giành được ba giải thưởng và là người vào chung kết cho ba người khác. Phần tiếp theo của trò chơi, Warcraft II: Tides of Darkness, trở thành đối thủ chính của sê-ri Command & Conquer của Westwood Studios, và việc cạnh tranh này đã thúc đẩy một "sự bùng nổ game RTS" vào giữa những năm 1990 đến cuối những năm 1990.